# ОШ „Свети Сава” Бијељина
Основна школа „Свети Сава“ у Бијељини је једна од четири градске основне школе у овом граду. Осим централне школе смјештене у центру Бијељине, функционише и подручно одјељење у Батковићу. Процјена је да је 2016. године школу похађало више од 1.200 ученика.

## Зачеци школства у Бијељини
Прва бијељинска основна школа отворена је 1838. године, а била је конфесионална школа за ученике православне вјероисповијести и њену изградњу финансирао је Српско-православни црквено-школски одбор. Налазила се на локацији данашње Основне школе „Свети Сава“ и била је изграђена зидовима од прућа и земље, прекривена шиндром.
У овој школи је у периоду 1983—1984. године као учитељ радио и знаменити пјесник Јован Дучић. Међу омиљенијим и познатијим учитељима био је и Стево Николић, управитељ школе, осуђен на „велеиздајничком процесу“ у Бањој Луци.
Доласком аустроугарских власти након Берлинског конгреса 1878. у Бијељину стиже просвјетитељски талас који неизбјежно подразумијева и оснивање школских установа. Године 1880. нова власт отвара „Државну комуналну школу“ коју су похађала како дјеца католичких колониста, тако и аутохтоног православног и муслиманског становништва.

## Школска зграда
Стара зграда школе, која је и данас у употреби, саграђена је 1902. године на локацији преко пута Храма Светог Ђорђа у центру града. Средства за изградњу обезбиједила је Српска православна црквена општина Бијељина уз помоћ прилога грађана. Изградњом су руководили Српско-православни црквено-школски одбор и Одбор утемељивача чији чланови су били представници угледних бијељинских породица Ристић, Јовичић, Панић, Војаковић, Чолаковић, Симић, Тодоровић, Митровић, Ивковић, Мариновић, Василић, Јеремић, Опалић, Јовановић и други. Двогодишња градња за чије извођење је био задужен грађевински предузетник Петар Пфаф из Новог Села коштала је више од 70.000 круна.